# La vampa (film 1923)
La vampa (The Cheat) è un film muto del 1923 diretto da George Fitzmaurice.
Rifacimento de I prevaricatori di Cecil B. DeMille del 1915.

## Trama
La bellissima sudamericana Carmelita De Córdoba, per sfuggire a un matrimonio combinato con un uomo molto più vecchio di lei, fugge con Dudley Drake, un broker di New York. Diseredata dal padre, cade nelle grinfie di Rao-Singh, un truffatore che finge di essere un principe indiano. L'uomo la marchia a fuoco ma lei gli spara, riuscendo a sfuggirgli. Accusato del ferimento, Dudley viene arrestato e processato. Sarà riconosciuto innocente quando Carmelita mostrerà in tribunale la spalla con il marchio. Spiegando le ragioni del suo agire, provoca la reazione del pubblico che si rivolta contro il falso principe.

## Distribuzione
Il copyright del film, richiesto dalla Famous Players-Lasky Corp., fu registrato il 15 agosto 1923 con il numero LP19324.
Distribuito dalla Paramount Pictures, il film fu presentato in prima a New York il 27 agosto 1923. In Italia, il fu distribuito nel settembre 1925.